# Sury-le-Comtal
Sury-le-Comtal este o comună în departamentul Loire din sud-estul Franței. În 2009 avea o populație de 5.409 de locuitori.

## Evoluția populației
| An        | 1975  | 1982  | 1990  | 1999  | 2006  | 2009  |
| --------- | ----- | ----- | ----- | ----- | ----- | ----- |
| Populație | 3.778 | 4.200 | 4.592 | 4.805 | 5.272 | 5.409 |